# Коритозавр
Коритоза́вр (лат. Corythosaurus) — род утконосых динозавров, окаменелые остатки которого были обнаружены на территории современной Северной Америки.

## История изучения
Первый экземпляр коритозавра был обнаружен в 1912 году Барнумом Брауном около реки Ред-Дир в канадской провинции Альберта. Находка представляла собой почти полный скелет, а также была примечательна присутствием большей части окаменелой кожи животного. В 1916 году канадское судно Маунт Темпл перевозило два окаменелых образца коритозавра и другие окаменелости из сегодняшнего Провинциального парка Дайносор (Альберта) в Великобританию. Судно было потоплено немецким рейдером SMS Möwe в северной части Атлантического океана, взяв с собой на дно груз возрастом 75 миллионов лет. Ископаемые останки и поныне находятся на морском дне.
Первоначально выделялось до семи видов коритозавров, в том числе Corythosaurus casaurius, Corythosaurus bicristatus, Corythosaurus brevicristatus, Corythosaurus excavatus, Corythosaurus frontalis и Corythosaurus intermedius. В 1975 году Питер Додсон изучал различия между черепами и гребнями разных видов динозавров из подсемейства ламбеозавринов. Оказалось, что различия в размерах и форме, возможно, были связаны с полом и возрастом животного. В настоящее время валиден только один вид — Corythosaurus casaurius.
В 2022 году было сообщено о первых двух образцах коритозавра из формации Джудит-Ривер (англ. Judith River Formation), обнаруженные на двух частных ранчо в северной части американского штата Монтана. Находки коритозавров из формации Джудит-Ривер расширили биогеографический ареал рода.

## Классификация
Коритозавр классифицирован как утконосый динозавр в подсемействе ламбеозаврин. Он связан с другими динозаврами, такими как гипакрозавр, ламбеозавр и олоротитан, все из которых (за исключением олоротитана) имеют схожие черепа и гребни. Однако недавнее исследование показало, что олоротитан — самый близкий родственник коритозавра, хотя у него и не столько общих c коритозавром признаков черепа, как у других ламбеозаврин.

## Описание
По оценкам учёных крупные особи коритозавра могли достигать 10 метров в длину от носа до конца хвоста и иметь массу тела до 4 тонн. Как и у других утконосых динозавров, у него был беззубый клюв. Во рту находились «зубные батареи», состоящие из сотен мелких соединённых зубов. Они использовались для пережёвывания растительной пищи и непрерывно замещались.
Было найдено более 20 черепов этого динозавра. Как и другие ламбеозавры, это животное имело высокий костный гребень на черепе, содержащий удлинённые носовые проходы. Они образовывали внутри гребня сложную дыхательную систему воздушных «карманов» и «пазух».
Любой издаваемый звук проходил через эту систему, за счет чего, скорее всего, усиливался. Учёные считают, что коритозавр мог издавать громкие, низкочастотные звуки. Эти звуки могли использоваться для предупреждения об опасности других коритозавров.
Когда-то из-за перепонок на передних и задних конечностях коритозавра считалось, что он вёл водный образ жизни. Однако позже было обнаружено, что на самом деле «перепонки» — так называемые подушечки, смягчающие ходьбу, которые встречаются у многих современных млекопитающих.